# Frank Bungay
Frank Bungay (sinh ngày 23 tháng 3 năm 1905, ngày mất không rõ) là một cầu thủ bóng đá, thi đấu cho Huddersfield Town, & Southend United. Ông sinh ra ở Sheffield.